# Línea Kalíninskaya (Metro de Moscú)
La línea Kalíninsko-Sólntsevskaya (del ruso: Кали́нинско-Солнцевская ли́ния), también conocida simplemente como Kalíninskaya o línea 8, es una línea del Metro de Moscú, que actualmente consta de dos partes separadas. Fue abierto como línea Kalininskaya en 1979, la más oriental del sistema de metro, con las primeras estaciones inauguradas en el radio occidental de Solntsevsky en 2014. Actualmente hay ocho estaciones de la sección oriental y dos en la sección occidental. Está previsto que las dos partes se unan en 2020. Para distinguir las dos secciones, la sección más nueva al oeste se identifica como la línea 8A.

Trayecto de la línea Kalíninskaya del Metro de Moscú.

Trayecto de la línea Sólntsevskaja del Metro de Moscú.

## Historia
| Tramo                        | Inauguración            | Longitud |
| ---------------------------- | ----------------------- | -------- |
| Marksistskaya–Novogireevo    | 30 de diciembre de 1979 | 11.4 km  |
| Marksistskaya–Tretyakovskaya | 25 de enero de 1986     | 1.7 km   |
| Novogireyevo–Novokosino      | 30 de agosto de 2012    | 3.2 km   |
| Park Pobedy–Delovoy Tsentr   | 31 de enero de 2014     | 3.4 km   |
| Total:                       | 10 estaciones           | 19.7 km  |

## Transbordos
| #                  | Transbordo a                       | En                                             |
| Sección oriental   | Sección oriental                   | Sección oriental                               |
| ------------------ | ---------------------------------- | ---------------------------------------------- |
| 2                  | Línea Zamoskvoretskaya             | Tretyakovskaya                                 |
| 5                  | Línea Koltsevaya                   | Marksistskaya                                  |
| 6                  | Línea Kaluzhsko-Rizhskaya          | Tretyakovskaya (intercambio entre plataformas) |
| 6                  | Línea Tagansko-Krasnoprésnienskaya | Marksistskaya                                  |
| 10                 | Línea Lyublinsko-Dmitrovskaya      | Ploshchad Ilicha                               |
| Ferrocarril        | Kurskoye direction                 | Ploshchad Ilicha                               |
| Ferrocarril        | Gorkovskoye direction              | Ploshchad Ilicha                               |
| Ferrocarril        | Kazanskoye direction               | Aviamotornaya                                  |
| Sección occidental |                                    |                                                |
| 2                  | Línea Arbatsko-Pokrovskaya         | Park Pobedy (cross-platform interchange)       |
| 2                  | Línea Filyovskaya                  | Vystavochnaya                                  |

- Datos: Q55653111